# Lazăr Vraciu
Lazăr Vraciu (n. 1870, Vălișoara, județul Hunedoara – d. 1964, Brad, județul Hunedoara) a fost un deputat în Marea Adunare Națională de la Alba Iulia , organismul legislativ reprezentativ al „tuturor românilor din Transilvania, Banat și Țara Ungurească”, cel care a adoptat hotărârea privind Unirea Transilvaniei cu România, la 1 decembrie 1918  :p. 228.

## Biografie
A făcut școala primară, după care a urmat cursurile Gimnaziului de la Brad, ale Școlii Superioare de Comerț de la Brașov, dar și ale Facultății de Teologie de la Arad. Devine contabil la Banca Granițerul din Dobra, activând intens în timpul alegerilor de deputați din anul 1903. În anul 1908  înființează Banca Orientul din Dobra, pe care o conduce până în anul 1920, când se stabilește la Brad :p. 228.

## Activitatea politică
Ca deputat în Adunarea Națională din 1 decembrie 1918, Lazăr Vraciu a fost delegat al Cercului electoral Dobra :p. 228.
"